# André Ferré
André-Élisée Ferré (Saint-Vincent, 2 febbraio 1904 – 1954) è stato un poeta italiano.
La sua produzione letteraria è composta essenzialmente di poesie in patois francoprovenzale valdostano e da testi in lingua francese.

## Biografia
André Ferré nasce a Saint-Vincent, figlio di François e di Marie-Philomène Camos. Dopo aver frequentato le scuole elementari nel paese natale, si trasferisce a studiare a Grenoble, dove ottiene un diploma in Lettere francesi.
Lavora come insegnante di scuola superiore a Aosta, a Torino e in seguito nelle colonie italiane (a Tripoli, dal 1934 al 1938), quindi nelle scuole italiane in Francia dal 1938 al 1943. In questo periodo compone le sue opere più importanti, pubblicate postume da René Willien nel 1967 con il titolo « Poésie en patois de Saint-Vincent ».
Dopo essere ritornato in Valle d'Aosta, insegna al liceo e coltiva il suo interesse per il patois valdostano. Diventa direttore della rivista aostana « Le Flambeau ». È uno dei membri di punta del « Cercle de Culture Valdôtaine », fondato nel 1947 dal canonico Joseph Bréan.
Una violenta polemica lo oppone in seguito a Jules Brocherel, che aveva strappato "Le Flambeau" fin dalla sua prima edizione, accusando i suoi collaboratori di incompetenza e di superficialità.
Costituisce a Saint-Vincent un gruppo di poeti dialettali conosciuto come « No sein de Sein-Vinsein » (= "Noi siamo di Saint-Vincent") insieme a Vincent Gorris (1895-1955) e ad Antoine-Jacques de Petro (1880-1958). Il gruppo riceve presto il soprannome dei « Trois Mosquetaires du Patois » (= "I tre moschettieri del patois").
André Ferré è conosciuto anche per le sue opere in lingua francese, raccolte di poesie e opere di descrizione della cultura valdostana.
La sua poetica si avvicina a quella dei poeti maledetti e a quella di Paul Verlaine in particolare, caratterizzata da un'anima inquieta, sempre divisa tra il desiderio di evasione verso "Lo rivadzo louèntèn" (= La riva lontana) e il bisogno di fermarsi in un porto sicuro, nello "Paì de noutre dzèn" (= Il paese dei nostri cari).